# 小江戸川越検定
小江戸川越検定（こえどかわごえけんてい）とは、埼玉県川越市、川越商工会議所、(社)小江戸川越観光協会の3者によって構成される小江戸川越検定委員会が、2015年まで主催していたご当地検定である。検定実務は川越商工会議所が主管していた。

## 検定目的
小江戸川越の持つ様々なジャンルの財産を継承し「小江戸大好き人間」を増やしていくことを目的として実施される「川越学」の検定試験

## 受験資格
- 3級: 制限なし
- 2級: 3級認定合格者
- 1級: 2級認定合格者

## 出題内容
歴史、史跡、神社、寺院、建築、庭園、美術、祭り、伝統芸能、地名、自然、産業、ことばと伝説、料理・食文化等、川越に関すること全般　

## 試験形式
- 3級: 全50問、4者択一マークシート方式　試験時間60分
- 2級: 100問以内、マークシート方式　4者択一でない問題も含む　試験時間90分
- 1級: 100問以内、マークシート方式　4者択一でない問題も含む、記述式　試験時間90分

## 合格点
- 3級: 正解率70％以上で合格と認定
- 2級: 正解率80％以上で合格と認定
- 1級: 正解率80％以上で合格と認定

## 試験日程
- 2008年: 3級試験のみ実施 (実施日: 2008年2月17日(日))
- 2009年: 2～3級試験のみ実施 (実施日: 2009年2月15日(日))
- 2011年: 2～3級試験のみ実施 (実施日: 2011年2月20日(日))
- 2012年: 1～3級試験を実施 (実施日: 2012年2月19日(日))
- 2013年: 1～3級試験を実施 (実施日: 2013年2月17日(日))
- 2014年: 1～2級試験を実施
- 2015年: 1級試験のみ実施

## 試験会場
- 東京国際大学第一キャンパス

## テキスト
- 小江戸川越公式ガイドブック (産学社)

## 合格者の特典
- 3級: 小江戸川越「通」認定証を発行する
- 2級: 小江戸川越「識」認定証を発行する